# Роща (Красноярский край)
Роща — посёлок в Уярском районе Красноярского края России. Административный центр Рощинского сельсовета.

## География
Находится в южной части края, в пределах Алтае-Саянского горнотаёжного района, по берегам озера Рощинское и реки Карабариха.

### Климат
Климат характеризуется как резко континентальный, с продолжительной морозной зимой и коротким тёплым летом. Средняя температура воздуха самого тёплого месяца (июля) составляет 18,7 °C (абсолютный максимум — 38 °C); самого холодного (января) — −21 °C (абсолютный минимум — −48 °C). Продолжительность безморозного периода составляет в среднем 96 дней. Среднегодовое количество атмосферных осадков достигает 600 мм, из которых 317 мм выпадает в июле-августе.

## История
В 1976 г. Указом Президиума ВС РСФСР посёлок центральной усадьбы Балайского совхоза переименован в Роща.

## Население
| 2010 |
| ---- |
| 629  |

## Инфраструктура
Личное подсобное хозяйство с зоной сельскохозяйственного использования, индивидуальная застройка усадебного типа.
Основа экономики — сельское хозяйство.
Рощинская средняя общеобразовательная школа. Рощинский досуговый центр. Отделение почтовой связи Роща 663933.

## Достопримечательности
В центре посёлка установлен мемориал «Никто не забыт, ничто не забыто».

## Транспорт
Остановка общественного транспорта «Роща».